# Русаков, Леонид Фёдорович
Леони́д Фёдорович Русако́в (1897—1966) — советский учёный, миколог, фитопатолог, сотрудник ВИЗР и Госсортосети, селекционер зерновых колосовых культур.

## Биография

### Семья
Родился 17 (29 мая) 1897 года в Захупотской Слободе (ныне Ряжский район, Рязанская область) отец — почетный гражданин, коллежский регистратор, фельдшер станции Ряжск II Феодор Иванович Русаков (1868, Елшанка — 1942, Ленинград), мать — Надежда Константиновна Русакова, урождённая Платонова (1873, Барановка — 1942, Ленинград).
У Леонида Фёдоровича было два брата (Михаил 1898 г.р. и Вениамин 1901 г.р.) и две сестры (Зинаида 1894 г.р. и Елена 1900 г.р.).
В 1925 году Леонид Фёдорович женился на Александре Алексеевне Шитиковой (1899, Санкт-Петербург — 1964, Москва). В этом браке у них родилось два сына:
- Русаков Евгений Леонидович (1929—2003) — кандидат технических наук, декан Вечернего факультета МАТИ;
- Русаков Борис Леонидович (1933—1983).

### Образование
С 20 августа 1907 года по 6 июня 1913 года обучался в Моршанском реальном училище.
4 декабря 1919 году окончил (удостоверение № 5778), а в 1922 году защитил дипломную работу на тему «Влияние метеорологических условий на развитие ржавчины хлебов» в ВСХИ на общем агрономическом факультете и получил звание ученого агронома.
Проходил повторные курсы для фитопатологов в Ленинграде.
3 декабря 1935 года в ВАСХНИЛ получил ученую степень кандидата сельскохозяйственных наук без защиты диссертации.
1 декабря 1947 года защитил докторскую диссертацию в ученом совете ТСХА на тему «Болезни зерновых культур в связи с проблемой сорторайонирования». Оппонентами были П. Н. Константинов и М. С. Дунин. 15 января 1949 года решением ВАК Леониду Федоровичу была присуждена ученая степень доктора сельскохозяйственных наук (МСХ № 00029). На момент защиты научно-практический стаж — 29 лет.

### Работа

#### 1910-е
В 1918 году работал временным практикантом Каменно-степной опытной станции (ныне Каменная степь, Воронежская область). Сперва — по полеводству и сельскохозяйственной метеорологии, а с 1919 года — и по фитопатологии.
В 1919—1921 годах работал временным, а затем годовым практикантом Воронежской СТАЗРА (Воронеж). С 1920 года полностью переключился на фитопатологию.

#### 1920-е
С 1921 работал в Ленинграде, в Сельскохозяйственном ученом комитете (позднее — ГИОА, а ещё позднее (1929) — ВИЗР) в отделе микологии и фитопатологии. В 1921—1923 годах — техником, в 1923—1926 — лаборантом, в 1926 году — младшим ассистентом, в 1926—1928 годах — старшим ассистентом, в 1928—1933 — ученым специалистом (Ленинград). Принимал участие в командировках и экспедициях: в Воронежской области, в УССР, на Дальний Восток, где был участником конференции по изучению производительных сил Дальнего Востока (1925, 1926), на Северный Кавказ (1927), в Западную Сибирь и на Урал (1923), на Северный Кавказ (ежегодно с 1929). Итоги работ 1922—1929 опубликованы в 38 печатных трудах, 2 из которых — за границей.
В 1927 году предложил видоизмененную шкалу Паркера и Мельчерса для оценки поражения растений бурой ржавчиной на листьях, которую впоследствии назвали шкалой Русакова.
В 1929 году — старший специалист микологической лаборатории имени Ячевского.
С 1929 года работал фитопатологом по сортоиспытанию зерновых культур и по селекции на устойчивость к видам ржавчины и головни: в 1929-1932 годах был консультантом госсортосети ВИР и руководил отделом ржавчины ВИЗР, будучи в 1931 и 1932 годах научным руководителем авиаэкспедиции по борьбе со ржавчиной при опыливании с самолёта, проводя полевые опыты и опыты в вегетационном домике по выявлению вреда от ржавчины хлебов и т. д.

#### 1930-е
С 1933 года полностью перешёл из ВИЗР в ВИР, принял руководство группой сортовой устойчивости госсортосети ВИР, а с 1937 года руководил энтомо-фитопатологической группой Госкомиссии по сортоиспытанию зерновых культур при Министерстве Земледелия СССР.
В 1929-1935 годах, совместно с профессором Талановым В. В., одновременно участвовал в селекционной работе, проводившейся Госсортосетью ВИР, по селекции сортов озимой и яровой пшеницы на устойчивость к видам ржавчины и головни. Участвовал в выведении сортов озимой пшеницы Краснодарка и Ворошиловка, а также сорта яровой пшеницы Пионерка
На 1935 год имел 62 научные работы.
В системе ВИР, а с 1937 года — в Государственной Комиссии по сортоиспытанию зерновых культур при МЗ СССР, руководил фитопатологической работой по выявлению сортовой устойчивости к болезням у ряда культур — зерновых хлебов, зернобобовых, масличных и трав.
В 1937—1939 годах работал старшим фитопатологом, а с 1939 года — руководителем энтомологическо-фитопатологической группы в Государственной комиссии по сортоиспытанию зерновых культур (Москва).

#### 1940-е
Начиная с 1945 года преподавал в МСХА имени К. А. Тимирязева.
На 1947 год имел 94 научные работы.

### Воинская служба
С 23 июля по 5 августа 1942 года служил рядовым в РККА.

### Смерть
Умер 8 марта 1966 года. Похоронен в Москве на Головинском кладбище.

## Награды и премии
- Отличник социалистического сельского хозяйства (1943)
- медаль «За доблестный труд в Великой Отечественной войне 1941-1945 гг.» (1946) — за образцовую работу в Госкомиссии
- Сталинская премия третьей степени (1948; 4629) — за выведение высокоурожайных сортов зерновых культур: озимой пшеницы «Ворошиловская», гибридов № 481, 161, 162 и 491 и яровой пшеницы «Пионерка», занимающих площадь посева свыше 700 тыс. гектар (Руководитель работ — Сергей Георгиевич Сыроватский, старший научный сотрудник Ставропольской государственной селекционной станции — Алевтина Николаевна Снеткова)[3].
- Во 2-м издании Большой Советской Энциклопедии в статье «Фитопатология» включен в список 8 исследователей СССР, способствовавших изучению факторов и закономерностей иммунитета растений (фитоиммунология), а также в список 5 исследователей СССР, развивавших методы определения болезнеустойчивости растений[4].

## Фотогалерея

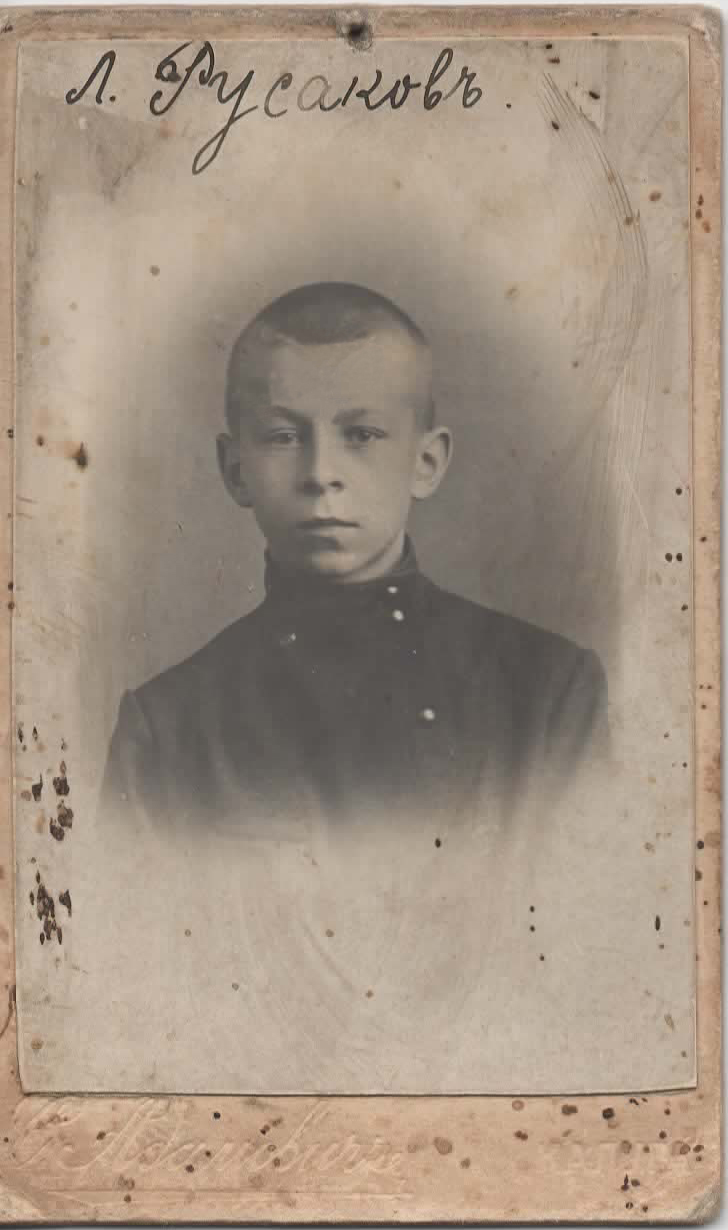
Леонид Федорович Русаков, ученик Моршанского реального училища, январь 1910 года
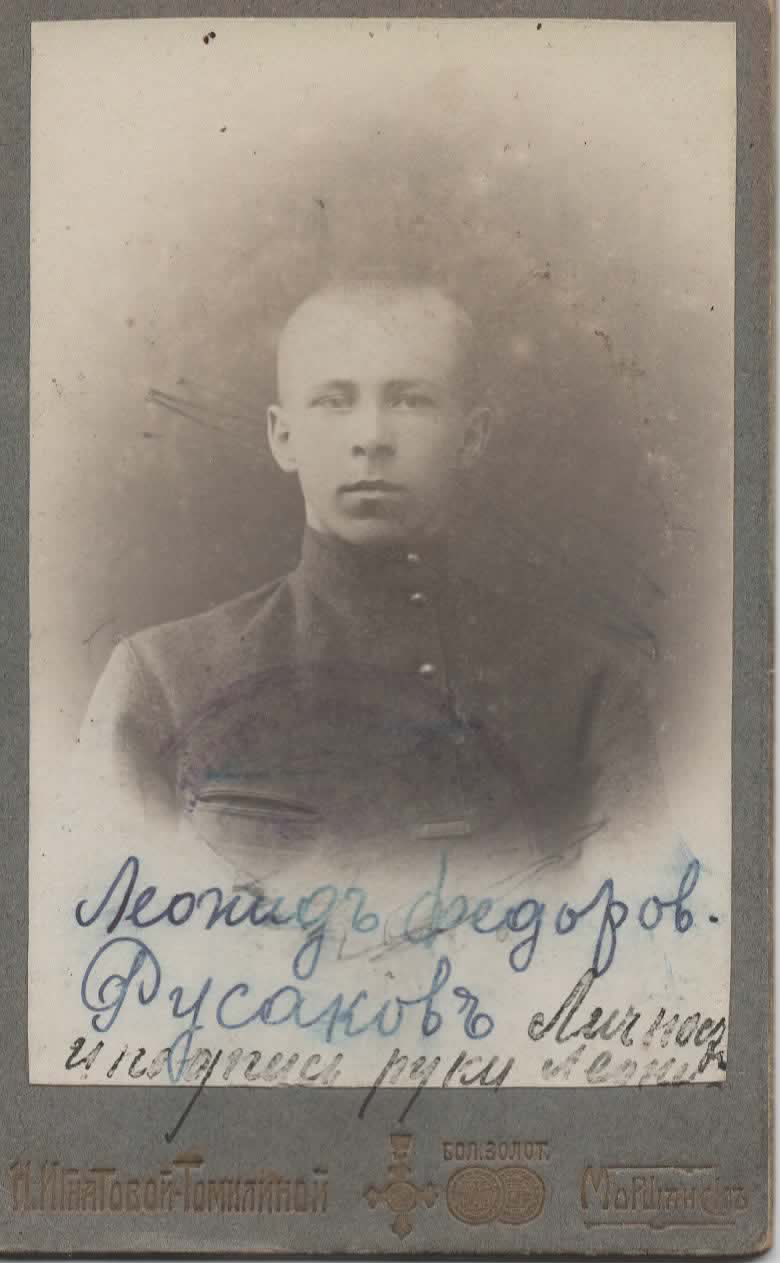
Леонид Федорович Русаков, 14 июля 1914 года

## Работы и публикации

### Как автор
1. Русаков Л. Ф. Особенности эпидемии ржавчины хлебов в районе Приморской областной сельскохозяйственной опытной станции в 1926 году : (Из работ Микологич. лаборатории им. А. А. Ячевского, а также Амурск. и Приморск. с.-х. опыт. станций): (С 3 рис.) .. /Л. Ф. Русаков. — [Ленинград] : Б. и., Б. г.. — 24 с. : ил. ; 25х17 см. — Библиогр.: «Литература» (12 назв.)
2. Русаков Л. Ф. Ржавчина хлебов на Ростово-Нахичеванской сел.-хоз. оп. станции в 1927 году /Л. Ф. Русаков. — [Ростов н/Д] : Севкавкрайзу, 1929. — 24 с. ; 26х17 см. — (Труды сельскохозяйственных опытных учреждений Северного Кавказа Отделение прикладной ботаники / Сев.-Кавказ. краев.-зем. упр-ние Сев.-Кавказ. краев. сел.-хоз. опытная станция (б. Ростово-Нахичеванск. н-Д) ; Бюллетень № 288)
3. Русаков Л. Ф. … Ржавчина хлебов на Дальнем Востоке. — Благовещенск : типо-лит. «Амурск. правда» А. О. О. П., 1927. — 36 с. : ил. ; 19х14 см. — (Серия популярных изданий / Д.-В. К. З. У. Амурск. област. с.-х. опытная станция)
4. Русаков Л. Ф. … Ржавчина хлебов на Ейской сельскохозяйственной опытной станции в 1927 году : (Из работ Микологич. и фитопатологич. лаборатории им. А. А. Ячевского): (С 1 рис.).. /Л. Ф. Русаков. — [Ленинград] : тип. «Вестник Ленингр. облисполкома», [1929]. — 25 с. : черт. ; 25х17 см
5. Русаков Л. Ф. … Ржавчина хлебов в Северо-Кавказском крае /Л. Ф. Русаков, А. А. Шитикова. — Ростов-на-Дону : Севкавкрайзу, 1928. — 32 с. : диагр., картогр. ; 26х17 см. — (Бюллетень. Труды сельскохозяйственных опытных учреждений Северного Кавказа / Сев.-Кавказ. краев. зем. упр-ние Сев.-Кавказ. (б. Ростово-Нахичеванск. н-Д) краев. сел.-хоз. опытная станция. Отд. прикладной ботаники ; № 266). — Библиография: «Литература» (26 названий)
6. Русаков Л. Ф. … Характеристика селекционных сортов ячменя, пшеницы и овса на стойкость их к различным видам ржавчины /Л. Ф. Русаков; Ставропольская сел.-хоз. опытная станция. — Окр. гор. Ставрополь : Тип. «Пролетарий», 1929. — 15 с. ; 26х17 см. — Библиография: «Литература» (8 названий)

### Как редактор
1. Защита растений от болезней и вредителей на сортоучастках [Текст] : (Некоторые результаты работы фитопатол. сортоучастков) : Сборник статей / Гос. комис. по сортоиспытанию с.-х. культур при М-ве сел. хозяйства СССР ; Под ред. д-ра с.-х. наук Л. Ф. Русакова. — Москва : Сельхозгиз, 1961. — 235 с. : ил.; 22 см.